# Metin Coşkun
Metin Coşkun (Istanbul, 1948) è un attore turco.

## Biografia
Nel 1970 Ha iniziato la sua carriera artistica, lavorando come attore e regista in oltre sessanta spettacoli teatrali presso il teatro statale di Ankara, così come in sei teatri privati come AST, Yeni Theatre e Dostlar Theatre. Ha firmato la dichiarazione fondativa della Socialist Power Union, istituita per le elezioni presidenziali e parlamentari del 2023, insieme a 226 nomi importanti, tra cui accademici, artisti, avvocati, giornalisti e politici ben noti al pubblico.

## Filmografia

### Attore

#### Cinema
- Gelibolu, regia di Peter Weir (1981)
- Gece Dansı Tutsakları, regia di Mahinur Ergun (1988)
- Tersine Akan Nehir, regia di Fatih Arslan (1996)
- İnsan Kurdu, regia di Fatih Arslan (1997)
- Merdiven, regia di Ayhan Önal (2000)
- Eve Giden Yol 1914, regia di Semir Aslanyürek (2006)
- İş Arıyoruz, regia di Eşref Dinçer (2008)
- Türkler Çıldırmış Olmalı, regia di Murat Aslan (2009)
- Başka Dilde Aşk, regia di İlksen Başarır (2009)
- Vay Arkadaş - Manik, Tik, Dildo, regia di Kemal Uzun (2010)
- Devrimden Sonra, regia di Mustafa Kenan Aybastı (2011)
- Su ve Ates, regia di Özcan Deniz (2013)
- Erkek Tarafi Testosteron, regia di Ilksen Basarir (2013)
- Pek Yakında, regia di Cem Yılmaz (2014)
- 20 Aralik 2015: Aziz Nesin 100 yasinda, regia di Nevzat Süs (2016)
- #NâzimHikmetOlunmali, regia di Orhan Aydın e Metin Coşkun (2016)
- Çok Uzak Fazla Yakın, regia di Turkan Derya (2016)
- Yok Artik 2, regia di Caner Özyurtlu (2016)
- Şansımı Seveyim, regia di Ender Mihlar (2017)
- Ev Kira Semt Bizim, regia di Mustafa Kenan Aybastı (2018)
- The Harvest, regia di Ömer Faruk Yardimci (2021)
- Lacivert Gece, regia di Muhammet Çakiral (2021)
- Mahalle, regia di Inan Altin (2022)
- Özür Dilerim, regia di İbrahim Büyükak (2023)
- Benim Babam Bir Kahraman, regia di Orçun Benli (2023)
- Barış Akarsu "Merhaba", regia di Mert Dikmen (2022)
- Beyaz Eşya, regia di Hakan Eser (2024)
- Paranormal Cuma, regia di Eray Koçak (2024)

#### Televisione
- Sessiz Film – serie TV (1984)
- Alf – serie TV (1986)
- Bizim Aile – serie TV (1995)
- İkinci Bahar – serie TV (1998)
- Köy Kahvesi (2000)
- İyiler - Kötüler (2000)
- İnsanca – serie TV (2000)
- Erikçigiller – serie TV (2000)
- Acemiler İş Başında – miniserie TV (2000)
- Yeni Bir Hayat – serie TV (2000)
- En Son Babalar Duyar – serie TV, 159 episodi (2002-2004)
- Hayat Bilgisi – serie TV (2003)
- Yağmur Zamanı – serie TV (2004)
- Çemberimde Gül Oya (2004)
- Nefes Nefese – serie TV, 9 episodi (2005)
- Doktorlar – serie TV (2007)
- Arka Sıradakiler – serie TV, 1 episodio (2007)
- Mahşer-Nabucco'nun Zehri – serie TV (2007)
- Geniş Aile – serie TV (2009)
- Ey Aşk Nerdesin – serie TV, 6 episodi (2009)
- Cümbür Cemaat Aile – serie TV (2010)
- Arka Sokaklar – serie TV (2011)
- Akasya Durağı – serie TV (2011)
- Suskunlar – serie TV, 6 episodi (2012)
- Il secolo magnifico (Muhteşem Yüzyıl) – serie TV, 1 episodio (2013)
- Yol Ayrımı – serie TV (2012-2013)
- Bugünün Saraylısı – serie TV, 3 episodi (2013)
- Kaçak – serie TV, 52 episodi (2013-2015)
- Endless Love (Kara Sevda) – serie TV, 12 episodi (2015-2016)
- Kalp Atışı – serie TV, 19 episodi (2017)
- Jet Sosyete – serie TV, 1 episodio (2019)
- Çukur – serie TV, 7 episodi (2019-2020)
- Masumlar Apartmanı – serie TV (2020-2022)
- Darmaduman – serie TV, 9 episodi (2022)
- Şanzelize Düğün Salonu – serie TV, 7 episodi (2023)
- Magarsus – serie TV, 1 episodio (2023)
- Hayatımın Neşesi – serie TV, 18 episodi (2023)
- Gaddar – serie TV, 2 episodi (2024)
- Ömer – serie TV, 2 episodi (2024)
- Aşk, Evlilik, Boşanma – serie TV (2024)

#### Cortometraggi
- The Nested Game, regia di Suat Eroglu (2017)
- Shadow of Violence, regia di Ibo Karatay (2020)
- Hasat, regia di Ömer Faruk Yardımcı (2021)

### Regista

#### Cinema
- #NâzimHikmetOlunmali, regia di Orhan Aydın e Metin Coşkun (2016)

## Teatro
- Sınırda-Duvar di Muzaffer İzgü, presso il teatro d'arte di Ankara (1980)
- Hikâye-i Mahmut Bedrettin di Mehmet Akan, presso il teatro d'arte di Ankara (1980)
- Küçük Adam N'oldu Sana di Hans Fallada, presso il teatro d'arte di Ankara (1981)
- Rumuz Goncagül di Oktay Arayıcı, presso il teatro d'arte di Ankara (1981)
- Yaz Misafirleri di Maksim Gorki, presso il teatro d'arte di Ankara (1982)
- Rüyadaki Oyuncaklar di Metin Coşkun, presso il teatro d'arte di Ankara (1982)
- Resimli Osmanlı Tarihi di Turgut Özakman, presso il teatro d'arte di Ankara (1982)
- Galile'nin Yaşamı di Bertolt Brecht, presso il teatro d'arte di Ankara (1983)
- Bir Ceza Avukatının Anıları di Faruk Erem, presso il teatro d'arte di Ankara (1984)
- Bir Şehnaz Oyun: Turgut Özakma, presso il teatro d'arte di Ankara (1984)
- Misafir di Bilgesu Erenus, presso il teatro d'arte di Ankara (1984)
- Bir Halk Düşmanı di Henrik İbsen, presso il teatro d'arte di Ankara (1985)
- Rummuz Goncagül di Oktay Arayıcı, presso il teatro d'arte di Ankara (1985)
- Zamlar Bana Karşı di Yılmaz Onay, presso il teatro d'arte di Ankara (1986)
- Mefisto di Klaus Mann, presso il teatro d'arte di Ankara (1989)
- Yusuf ile Menofis di Nazım Hikmet, presso il teatro d'arte di Ankara (1989)
- Uyarca di Friedrich Dürrenmatt, presso il teatro d'arte di Ankara (1992)
- Jan Dark Davası di Bertolt Brecht, presso il teatro d'arte di Ankara (1994)
- Bedreddin di Mehmet Akan, presso il teatro statale di Istanbul (2004)
- Aymazoğlu ile Kundakçılar di Max Firsch, presso il teatro Dostlar (2005)
- Dalga (oyun) di Reinhold Tritt, presso il teatro Donkişot (2008)
- Testosteron di Andrzej Saramonowicz, presso l'Oyun Atölyesi (2008)
- Ölüm Tuzağı di Ira Levin, prodotto da Gate Production (2023)

## Doppiatori italiani
Nelle versioni in italiano dei suoi film e delle sue serie TV, Metin Coşkun è stato doppiato da:
- Riccardo Lombardo[7] in Endless Love[8]